# ミケル・ルイス・ムンタネ
ミケル・ルイス・ムンタネ（Miquel-Lluís Muntané i Sicart、1956年 - ）は、カタルーニャのスペイン語作家、教授、ジャーナリスト、社会学者。

## 人物概要
中等教育の教師としてキャリアを開始し、出版分野の複数企業で協働してきた。芸術や文化に関するテーマで、定期的に協力している。
バルセロナ大学教育学研究所の教授、ユネスコ協会のカタルーニャ連盟の会長、バルセロナ市の文化評議会のメンバー、音楽批評家協会の会長を歴任してきた。
社会学者としては、特に芸術作品の社会的受容の研究に取り組み、また、作家としては、詩、小説、エッセイ、演劇、記念主義、児童文学など、多くの文学ジャンルを開拓してきた。ムンタネはその詩的な作品により、社会の否定的な価値観を克服する闘争を鋭く表現し、細かい描写による人間の道徳的側面の理解へと進化させ、同世代で最も示唆に富む詩人の一人となった。

## 著書[2]
- 葦の希望 (詩, 1980)
- 小さな時間の記録 (物語, 1981)
- 勇気の遺産 (詩, 1983)
- 近地点の影響 (詩, 1985)
- 内側から (劇, 1987)
- アントニ・コル・イ・クルエルス、仕事の価値 (伝記, 1987)
- 言葉の空間 (エッセイ, 1990)
- 平和のための個人的な態度 (エッセイ, 1991)
- 最後から二番目の島 (劇, 1992)
- もう一つの距離 (詩, 1994)
- 助演女優賞 (小説, 1997)
- 火と国境 (詩, 1997)
- ユネスコ、夢の歴史 (エッセイ, 2000)
- マドリガル (物語, 2001)
- 工房での正午 (詩, 2003)
- 長い日の終わり (小説, 2005)
- 川の誘惑 (日記, 2006)
- 17世紀のバルセロナの文化と社会 (エッセイ, 2007)
- リンゴをかじる。文化についての文章 (記事集, 2008)
- 戦いの転換 (詩, 2009)
- 川の誘惑 (詩, 2010)
- （「もう一つの距離」と「工房での正午」のホセ・アントニオ・アルセディアーノとアレハンドロ・ガルシア・ロレンテによるスペイン語翻訳） 接する時間 (詩, 2012)
- ナビゲーションチャート。愛の詩のアンソロジー (詩, 2014)
- 樹液と石英から。1981-1999のメモリアルメモ (回想録, 2015)
- 木の特質 (詩, 2016)
- カタルーニャ社会構造内の合唱運動 (エッセイ, 2016)
- ミケル・プジャド、不燃性の吟遊詩人 (日記, 2018)
- ミケル・プハドー、不滅のバード (伝記, 2019)
- 言われていること... (児童文学, 2019)
- 通路 (詩, 2020)
- 劇：白紙のページ / エヴァの愛のために (劇, 2021)
- 青い背景の影 (回想録, 2022)
- 目と六分儀 (詩, 2023)